# Златни век шпанске књижевности
Под појмом Златни век (шп. Siglo de Oro) у шпанској књижевности подразумева се доба ренесансе (XVI век) и барока (XVII). Могло би се рећи да Златни век почиње 1492. године, када је Антонио де Небриха (Antonio de Nebrija) издао прву граматику шпанског језика (Gramática Castellana), и завршава се смрћу Педра Калдерона де ла Барке (Pedro Calderón de la Barca), 1681. Сервантес, Лопе де Вега, Гонгора, Кеведо и Калдерон су само нека од великих имена која су оставила неизбрисив печат у шпанској књижевности.
Година 1492. вишеструко је значајна за Шпанију и шпанску историју и језик. Поред већ поменутог издавања прве граматике шпанског језика, те исте године, пала је Гранада, последњи арапски бастион на шпанском тлу, што је значило и успешно окончање Реконкисте, и коначно ослобођење Иберијског полуострва од арапске доминације. Такође, 12. октобра 1492. године, Колумбо је открио нови континент у служби шпанских Католичких краљева, што је представљало отварање нове епохе у историји Шпаније која је тада постала колонијална велесила.
У оквиру овог периода истичу се два културна, уметничка и књижевна покрета:
- Ренесанса у 16. веку
- Барок у 17. веку.

Доба барока у Шпанији доноси корените промене у друштвеном и књижевном животу Шпанаца. Формира се крајем 16. века, а у 17. веку доноси коренито промене у схватању живота и односу према уметности. Барок прекида са ренесансним естетичким схватањем да је уметност “подражавање природе“. Основни мото ове епохе је “читаоца треба зачудити“. У бароку долази до дубоке промене свих књижевних врста. Неке од основних карактеристика стила барокне књижевности су:
- Трагање за новим изражајним средствима како би се у читаоцу пробудио сензибилитет, интелигенција и дивљење
- Замена устаљених норми појединачним оценама, проценама и личним хировима
- Динамична концепција живота и смрти
- Сликовито супротстављање екстремних елемената
- Подређеност целине централном мотиву
- Извештаченост, изобиље украса и склоност компликовању.

Барокно стваралаштво је имало једнострану визију стварности, неумерено се идеализовала неравнотежа и често је долазило до експресионистичке деформације. Алехо Карпентијер (шп. Alejo Carpentier) рекао је да је барок као стил опстао толико дуго зато што је барокни начин размишљања био опште стање духа у хиспанском свету у XVII веку. У оквиру барокног стила постоје две тенденције које се испољавају почетком XVII века. То су култизам (шп. cultismo) и концептизам (шп. conceptismo).
Лирика се одликује виртуозношћу и изненађењима, бизарним сликама и богатством изражајних и версификацијских форми: антитеза и парадокс, игре речима, метафоре, хиперболе, анафоре и епифоре и сл. Поред обимних епова у стиху, јављају се многобројни витешки и пикарски романи у прози који осликавају друштвено и духовно стање Шпанаца у 17. веку. 
Позориште такође драстично мења своју природу и технику мешајући трагичне и комичне мотиве, стварајући притом изразито шпанску драмску врсту — трагикомедију (шп. tragicomedia) или нову комедију (или шпанска комедија како је неки зову). Такође се користе и називи национални или класични театар Златног века (шп. teatro nacional o clásico de Siglo de  Oro). Њен творац је Лопе де Вега, најплоднији драматург тог доба. Своју поетику Лопе де Вега је изложио 1609. године у делу Нова уметност писања комедија (шп. Arte nuevo de hacer comedias).
Главне карактеристике нове комедије су:
1. Меша комично и трагично
2. Не поштује јединство времена и простора
3. Полиметричке је природе
4. Угађа публици — радња треба да буде вођена у складу са веровањима и моралним вредностима публике
5. Има велику тематску разноврсност — авантуристичке, историјске, митолошке, адаптације књижевних дела, теме из Романсера, урбане теме, руралне теме, итд
6. Поседује сталне ликове.